# Ralf Schumann
Ralf Schumann (ur. 10 czerwca 1962 w Miśni) – niemiecki strzelec sportowy, specjalista w strzelaniu z pistoletu szybkostrzelnego, trzykrotny mistrz olimpijski, dwukrotny mistrz świata, siedmiokrotny mistrz Europy.
Urodził się w NRD i do zjednoczenia Niemiec startował w barwach tego kraju, zdobywając m.in. srebro w Seulu oraz tytuł mistrza świata w 1990. Dla Niemiec wywalczył trzy złote medale olimpijskie, a także tytuł mistrza świata (1998). Był rekordzistą globu.

## Starty olimpijskie
Seul 1988
- pistolet szybkostrzelny 25 m –  srebro

Barcelona 1992
- pistolet szybkostrzelny 25 m –  złoto

Atlanta 1996
- pistolet szybkostrzelny 25 m –  złoto

Sydney 2000
- pistolet szybkostrzelny 25 m – 5. miejsce

Ateny 2004
- pistolet szybkostrzelny 25 m –  złoto

Pekin 2008
- pistolet szybkostrzelny 25 m –  srebro

Londyn 2012
- pistolet szybkostrzelny 25 m – 16. miejsce